# Lago de Sélingué
O lago de Sélingué (em francês:  Lac de Sélingué) é um lago artificial de 409 km2 de área, situando na região de Koulikoro, no sudoeste do Mali, formado pelo represamento hidroelétrico de Sélingué no rio Sankarani. O seu braço sudoeste forma parte da fronteira com a Guiné. O lago de Sélingué varia o nível consoante a estação das chuvas ou estação seca, permitindo a agricultura nos perímetros irrigados, bem como a pesca. Desde a sua criação, numerosas comunidades têm crescido ao longo das margens do lago, sendo as mais importantes La Carrière e Faraba.